# Val Baiano
Osvaldo Félix Souza, mais conhecido como Val Baiano (Jequié, 7 de abril de 1981), é um ex-futebolista brasileiro que atuava como centroavante.

## Carreira
Mudou-se para Maringá, onde jogou pouco e acabou por ser transferido para o Santos, que na época tinha Robinho e Diego. Porém, sem sucesso, não teve muitas chances, e passou por outros clubes brasileiros e ficou muito apagado, até que o Gama o contratou. Val Baiano foi o artilheiro do Campeonato Brasileiro da Série B de 2007 com 23 gols, conseguindo se reerguer. Com isso, ele foi vendido para o Al-Ahli Sports Club.
Pouco tempo depois, voltou ao Brasil para jogar no Grêmio Barueri. No começo, ele se machucou e ficou em tratamento, depois se recuperou, mas ficou no banco de reservas, porque tinha como titular o maior ídolo da historia do clube paulista, Pedrão. Val Baiano jogou só 3 partidas pelo Paulistão de 2009. Porém, no começo do Campeonato Brasileiro, Pedrão foi vendido, e, com isso, Val Baiano teve a oportunidade de ser titular e a segurou. O atleta terminou o Brasileirão com 18 gols, ficando atrás apenas de Adriano e Diego Tardelli, ambos com 19.
Em 2009, jogando pelo Barueri, o atacante perdeu a oportunidade de ser artilheiro isolado do campeonato por um fato muito curioso. Depois de falar sobre uma mala branca recebida para vencer o Flamengo, em outubro de 2009, o jogador foi suspenso preventivamente pelo próprio clube, juntamente com o colega Renê, que ainda sofria algum risco de rebaixamento, contra o São Paulo, que inclusive era candidato ao título, assim como o Flamengo. O pior é que a mala branca nunca se confirmou, e o STJD não puniu ninguém envolvido no suposto escândalo. Na época, ele disse ao vivo à Rádio Eldorado ESPN que a mala branca tinha vindo do Cruzeiro, outro candidato ao título.
Val Baiano rescindiu seu contrato com o Grêmio Barueri em 8 de janeiro de 2010. Alguns dias após rescindir seu contrato com o clube paulista, o jogador, que também interessava ao Fluminense, foi anunciado como novo reforço do Monterrey para a disputa da Copa Libertadores da América, com contrato de 1 ano.
Em 24 de junho de 2010, o Monterrey publicou em seu site oficial que havia chegado a um acordo com o atacante para uma rescisão amigável, já que o brasileiro não estava mais nos planos do treinador.

### Flamengo
Em 30 de junho de 2010, foi apresentado como novo reforço do Flamengo, com contrato até dezembro de 2011. Fez sua estreia em 25 de julho, contra o Internacional.
Em 6 de outubro de 2010, com Vanderlei Luxemburgo no comando do Flamengo, em jogo válido pela 28ª rodada do Campeonato Brasileiro, contra o Atlético-GO, Val Baiano foi lançado a campo para substituir Deivid, aos 26 minutos do 2° tempo. Após 4 minutos em campo, Val Baiano recebeu cruzamento de Marquinhos pela direita e cabeceou no canto esquerdo do goleiro. Foi o primeiro dele pelo clube em 11 jogos. Depois fez mais dois gols pelo Flamengo, estes em jogo contra o Avaí, na Ressacada. Um igual ao seu primeiro pelo clube, e o outro, um chute forte no canto. Perdeu espaço na equipe com a renovação feita por Vanderlei Luxemburgo e acabou saindo do time no começo de 2011, junto com outros jogadores.

### Últimos times
Em 1° de junho de 2011, acertou seu retorno ao Grêmio Barueri. Depois jogaria no Oeste e Rio Verde de Goiás.
Em 7 de março de 2013, acertou com o Penapolense.
Em março de 2014, acertou com o Ipatinga.
Seu último clube foi o Oeste.

## Títulos
Brasiliense
- Campeonato Brasiliense: 2004
- Campeonato Brasileiro - Série B: 2004
- Copa de Brasília: 2004

Grêmio Barueri
- Campeonato Paulista do Interior: 2008